# 大盆地

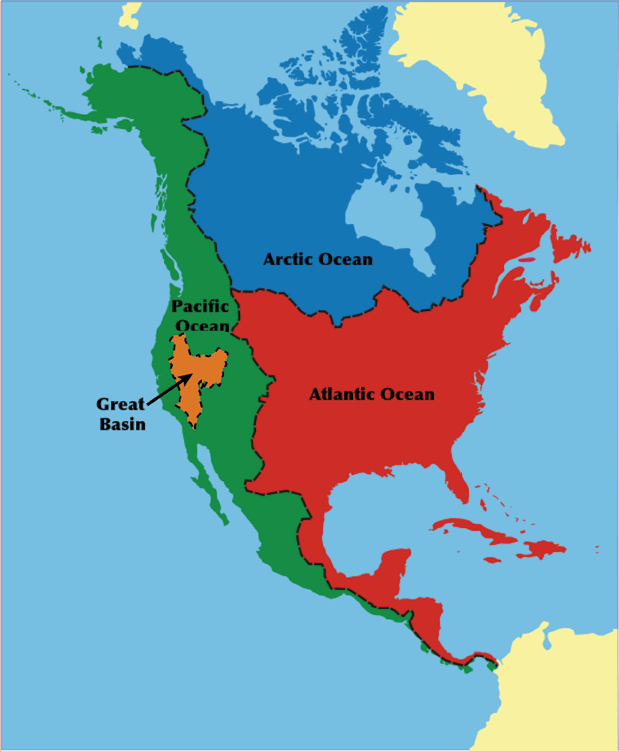
北美洲流域圖，大盆地內流區以橘色顯示

大盆地（英語：Great Basin）是北美最大的内流盆地。以其干旱贫瘠，以及复杂多变的地形而著称。它包括了北美最低点恶水盆地以及美国本土最高点惠特尼峰，横跨數個地理分組、生物群系和沙漠，它也是大盆地原住民世代生存的地方。

## 概貌
大盆地沙漠涵盖了内华达州的大部分，犹他州的半数面积以上，以及加利福尼亚州，爱达荷州，俄勒冈州和怀俄明州的一部分，面积约20万平方英里（52.0万平方公里）。它不是一个单独的盆地，而是由一系列连续的流域组成的。
大盆地地區人口最多的兩大都市為西部的雷諾和東部的鹽湖城，而兩地之間卻人煙稀少，只有一些小城市。盆地南部則有棕櫚谷、棕櫚泉、维克多维尔。

## 地形

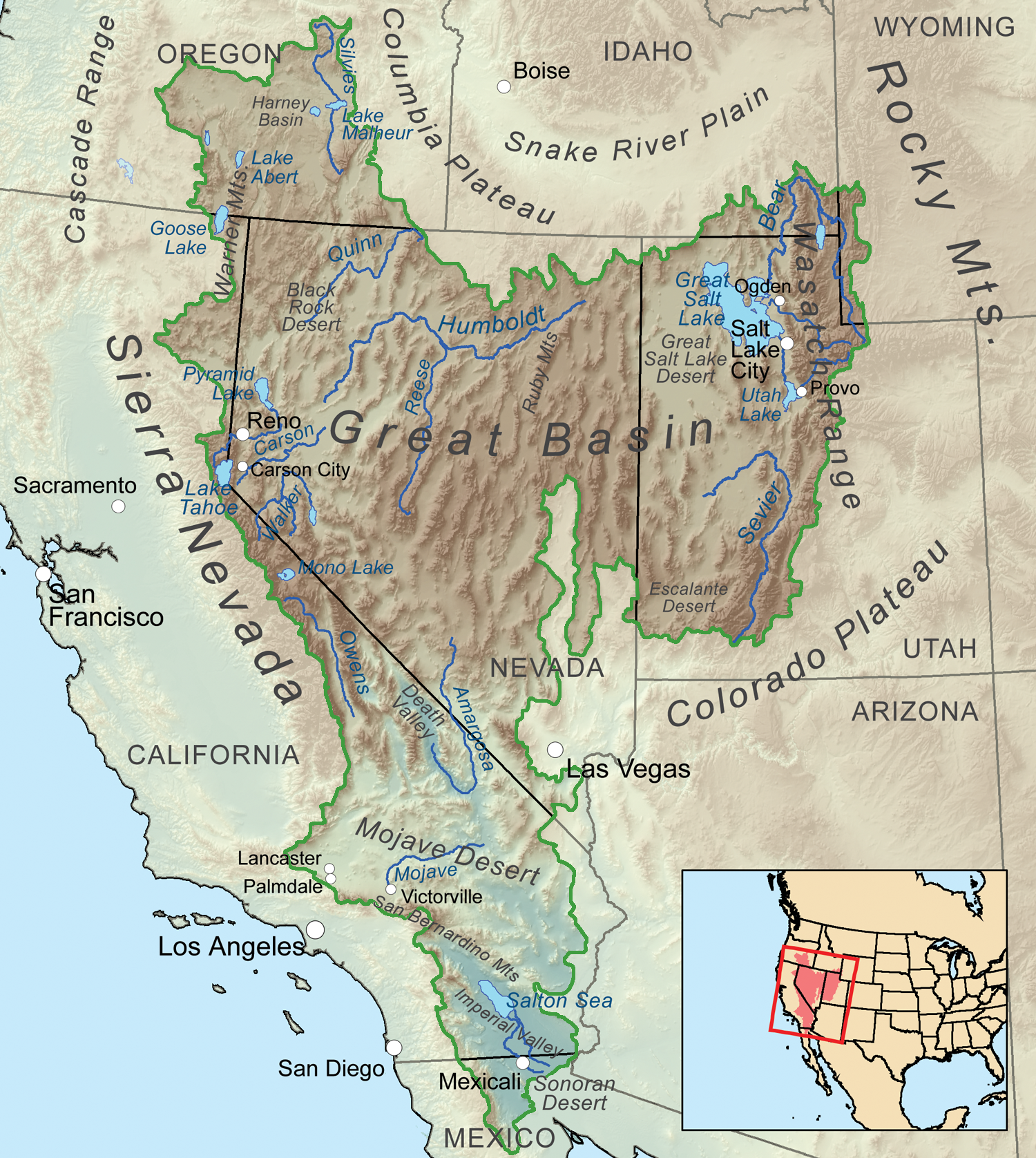
地形圖

大盆地主要地形包括山谷、山嶺、盆地和湖泊。同時也包括了整個大盆地地形分區。大盆地附近地形包括大分水嶺、大分水嶺盆地和加利福尼亞灣。

## 生態
大盆地的大部份地區都是沙漠，同時包括一部份地中海氣候區。

### 動物群
大盆地地區有叉角羚、美洲獅、土狼和一些兔類動物。更格卢鼠等小型齧齒類動物亦常見，但多為夜間活動。馬鹿和大角羊則罕見。低海拔地區常見角蜥等小型蜥蜴。響尾蛇和牛蛇也是常見的爬行動物。濕地可見瓣蹼鹬和麻鹬，金字塔湖常見美洲白鹈鹕，而金雕、哀鸠、西美草地鹨、黑喙鹊和渡鴉在整地大盆地都為常見生物。